# Júlio César de Souza Santos
Júlio César de Souza Santos, detto Júlio César (San Paolo, 27 ottobre 1984), è un ex calciatore brasiliano, di ruolo portiere.

## Carriera

### Club
Nelle giovanili vinse due Copa São Paulo de Juniores (2004 e 2005); debuttò in prima squadra durante il Campeonato Brasileiro Série A 2005, durante una partita contro il Figueirense, vinta per 2 a 1; perse però la titolarità dopo quella partita a favore di Marcelo.
Dopo la partenza di Fábio Costa nel 2006, si succedettero 5 portieri in 3 anni. Silvio Luiz e Johnny Herrera lo fecero scendere al 4º posto nelle gerarchie della squadra; nel 2007, furono Jean e Felipe, a precludere la via della titolarità a Júlio César, che giocò come titolare in alcune partite della Série B, in occasione dell'infortunio di Felipe.

## Palmarès

### Competizioni giovanili
- Copa São Paulo de Futebol Júnior: 2

Corinthians: 2004, 2005

### Competizioni nazionali
- Campionato brasiliano: 2

Corinthians: 2005, 2011
- Campionato brasiliano di seconda divisione: 2

Corinthians: 2008
Bragantino: 2019
- Coppa del Brasile: 1

Corinthians: 2009

### Competizioni internazionali
- Coppa Libertadores: 1

Corinthians: 2012
- Coppa del mondo per club: 1

Corinthians: 2012
- Recopa Sudamericana: 1

Corinthians: 2013